# Է
Das Ê (Է und է) ist der siebte Buchstabe des armenischen Alphabets. Der Buchstabe stellt den Laut [⁠ɛ⁠] dar und wird im Deutschen mit dem Buchstaben E transkribiert.
Es ist dem Zahlenwert 7 zugeordnet. 

## Zeichenkodierung
Das Ê ist in Unicode an den Codepunkten U+0537 (Großbuchstabe) bzw. U+0567 (Kleinbuchstabe) zu finden.